# Хамза Менділь
Хамза Менділь (араб. حمزه مندیل, нар. 21 жовтня 1997, Касабланка) — марокканський футболіст, захисник, півзахисник «Аріс» (Салоніки) та національної збірної Марокко.

## Клубна кар'єра
Народився 21 жовтня 1997 року в місті Касабланка в родині івуарійця і марокканки. Вихованець Академії Моххамеда VI. 2016 року перейшов у французький «Лілль», де спочатку грав за дублюючу команду, взявши участь у 26 матчах чемпіонату.
18 лютого 2017 року дебютував за першу команду в матчі проти «Кана» у Лізі 1, замінивши у другому таймі Еріка Ботеака. Станом на 23 травня 2018 року відіграв за команду з Лілля 13 матчів в національному чемпіонаті.

## Виступи за збірну
4 вересня 2016 року дебютував в офіційних матчах у складі національної збірної Марокко у відбірковому матчі Кубка африканських націй 2017 року проти збірної Сан-Томе і Принсіпі. 
У складі збірної був учасником Кубка африканських націй 2017 року у Габоні та чемпіонату світу 2018 року у Росії.
| Дата       | Місто        | Господарі         | Результат | Гості               | Турнір                                      | Голи | Примітки |
| ---------- | ------------ | ----------------- | --------- | ------------------- | ------------------------------------------- | ---- | -------- |
| 4-9-2016   | Рабат        | Марокко           | 2 – 0     | Сан-Томе і Принсіпі | Відбір до Кубка африканських націй 2017     | -    |          |
| 8-10-2016  | Франсвіль    | Габон             | 0 – 0     | Марокко             | Відбір до ЧС 2018                           | -    | 87'      |
| 11-10-2016 | Марракеш     | Марокко           | 4 – 0     | Канада              | товариський матч                            | -    |          |
| 12-11-2016 | Марракеш     | Марокко           | 0 – 0     | Кот-д'Івуар         | Відбір до ЧС 2018                           | -    |          |
| 15-11-2016 | Марракеш     | Марокко           | 2 – 1     | Того                | товариський матч                            | -    | 46'      |
| 16-1-2017  | Оєм          | ДР Конго          | 1 – 0     | Марокко             | Кубок африканських націй 2017 - 1-й етап    | -    |          |
| 20-1-2017  | Оєм          | Марокко           | 3 – 1     | Того                | Кубок африканських націй 2017 - 1-й етап    | -    |          |
| 24-1-2017  | Оєм          | Марокко           | 1 – 0     | Кот-д'Івуар         | Кубок африканських націй 2017 - 1-й етап    | -    |          |
| 29-1-2017  | Порт-Жантіль | Єгипет            | 1 – 0     | Марокко             | Кубок африканських націй 2017 - чвертьфінал | -    |          |
| 24-3-2017  | Марракеш     | Марокко           | 2 – 0     | Буркіна-Фасо        | товариський матч                            | -    | 74'      |
| 23-3-2018  | Турин        | Марокко           | 2 – 1     | Сербія              | товариський матч                            | -    |          |
| 31-5-2018  | Женева       | Марокко           | 0 – 0     | Україна             | товариський матч                            | -    | 83'      |
| 4-6-2018   | Женева       | Марокко           | 2 – 1     | Словаччина          | товариський матч                            | -    | 46'      |
| 13-10-2018 | Касабланка   | Марокко           | 1 – 0     | Коморські Острови   | Відбір до Кубка африканських націй 2019     | -    | 46'      |
| 16-10-2018 | Мітсаміулі   | Коморські Острови | 2 – 2     | Марокко             | Відбір до Кубка африканських націй 2019     | -    |          |
| 11-10-2019 | Уджда        | Марокко           | 1 – 1     | Лівія               | товариський матч                            | -    |          |
| 15-10-2019 | Танжер       | Марокко           | 2 – 3     | Габон               | товариський матч                            | -    | 46'      |
| 19-11-2019 | Бужумбура    | Бурунді           | 0 – 3     | Марокко             | Відбір до Кубка африканських націй 2021     | -    |          |
| 9-10-2020  | Рабат        | Марокко           | 3 – 1     | Сенегал             | товариський матч                            | -    | 54'      |
| 13-10-2020 | Рабат        | Марокко           | 1 – 1     | ДР Конго            | товариський матч                            | -    | 90+1'    |
| Усього     |              | Матчів            | 20        |                     | Голів                                       | 0    |          |